# Ноароотсі (волость)
Но́ароотсі (ест. Noarootsi vald) — колишня волость в Естонії, до жовтня 2017 року адміністративна одиниця самоврядування в повіті Ляенемаа.

## Географічні дані
Площа волості — 296 км2, чисельність населення на 1 січня 2017 року становила 835 осіб.

## Населені пункти
Адміністративний центр — село Пюрксі.
На території волості розташовувалися 23 села (ест. küla) (у дужках через кому наведені естонська та шведська назви):
Аулепа (Aulepa, Dirslätt), Ванакюла (Vanaküla, Gambyn), Вяйке-Ниммкюла (Väike-Nõmmküla, Persåker), Гара (Hara, Harga), Гєбрінґі (Höbringi, Höbring), Госбю (Hosby), Діргамі (Dirhami, Derhamn), Ейнбі (Einbi, Enby), Елбіку (Elbiku, Ölbäck), Естербю (Österby), Кудані (Kudani, Gutanäs), Осмуссааре (Osmussaare, Odensholm), Паслепа (Paslepa, Pasklep), Пюрксі (Pürksi, Birkas), Ріґулді (Riguldi, Rickul), Роослепа (Rooslepa, Roslep), Сааре (Saare, Lyckholm), Спітгамі (Spithami, Spithamn), Сутлепа (Sutlepa, Sutlep), Суур-Ниммкюла (Suur-Nõmmküla, Klottorp), Тагу (Tahu, Skåtanäs), Телізе (Telise, Tällnäs), Туксі (Tuksi, Bergsby).
Колишні села: Гаверсі (Haversi), Кірітсе (Kiritse), Клаанемаа (Klaanemaa), Кулані (Kulani), Луксі (Luksi), Метскюла (Metsküla), Норрбю (Norrby), Пєйа (Pöia), Седербю (Söderby), Валіве (Valive), Вілувере (Viluvere), Вєела (Vööla).

## Історія
Історично склалося, що Ноароотсі була єдиною волостю на естонській материковій частині, де більшість місцевого населення розмовляли шведською.
Під час Другої світової війни більшість шведів залишили Естонію. 
Після відновлення в 1991 році незалежності Естонії шведські сім'ї почали повертатись до Ноароотсі, отримуючи у володіння стару власність або купуючи землю.
11 квітня 1991 року Пюрксіська сільська рада  була перейменована на Ноароотсіську. А згодом перетворена на волость.
2016 року на підставі законів Естонії про адміністративну реформу, про органи місцевого самоврядування та про сприяння об'єднанню одиниць місцевого самоврядування волосні ради Кулламаа, Ляене-Ніґула, Мартна, Нива та Ноароотсі підписали угоду про об'єднання територій волостей в єдину адміністративну одиницю самоврядування — волость Ляене-Ніґула.
15 жовтня 2017 року в Естонії відбулися вибори в органи місцевого самоврядування. Після оголошення 20 жовтня результатів виборів в Ляене-Ніґулаську волосну раду 21 жовтня офіційно набуло чинності утворення волості Ляене-Ніґула в нових кордонах. Волость Ноароотсі припинила існування.